# Lauri Ala-Myllymäki
Lauri Elias Ala-Myllymäki (* 4. Juni 1997 in Pirkkala) ist ein finnischer Fußballspieler.

## Karriere

### Verein
Der Mittelfeldspieler Ala-Myllymäki kam im Jahr 2013 im Alter von knapp 16 Jahren erstmals für den damaligen Zweitligisten Tampereen Ilves zum Einsatz und etablierte sich in der Folge als Stammspieler. Ab 2015 spielte er mit seinem Verein in der ersten finnischen Liga. 2019 wurde er finnischer Pokalsieger. Im Januar 2021 schloss er sich dem italienischen FC Venedig an, mit dem er zum Saisonende in die erste Liga aufstieg, ohne selbst zum Einsatz gekommen zu sein. Im Januar 2022 wurde er für eineinhalb Jahre an den italienischen Drittligisten US Triestina verliehen.

### Nationalmannschaft
Ala-Myllymäki durchlief von der U-16 bis zur U-21 alle finnischen Juniorennationalmannschaften und war Kapitän der U-19-Auswahl.

## Erfolge
- Finnischer Pokalsieger 2019, 2023